# Drifters (película)
Drifters es el primer film realizado por John Grierson, entre 1928 y 1929, del género documental con el patrocinio de la Junta de Marketing del Imperio (the Empire Marketing Board nombre en inglés). La película tuvo un costo de 2500 Libras esterlinas, fue estrenado a finales de 1929 en la Sociedad Filmica de Londres (London Film Society).

## Sinopsis
Drifters o Pescadores a la Deriva es un film insonoro de 50 minutos de duración sobre el trabajo diario de los pescadores en la industria del arenque a finales de los años 20 en Inglaterra, enfocado en la clase obrera británica.